# Lekkoatletyka na Letnich Igrzyskach Olimpijskich 1912 – bieg na 10 000 m mężczyzn
Bieg na dystansie 10 000 metrów mężczyzn był jedną z konkurencji lekkoatletycznych rozgrywanych podczas V Igrzysk Olimpijskich w Sztokholmie.
Mistrzem olimpijskim w tej konkurencji został Fin Hannes Kolehmainen.

## Rekordy
| Rekord świata     | Jean Bouin (FRA) | 30:58,80 | Colombes, Francja | 16.11.1911 |
| Rekord olimpijski | brak             |          |                   |            |

## Wyniki

### Eliminacje
Awans do finału otrzymywała pierwsza piątka z każdego biegu.
Bieg 1
| Miejsce | Zawodnik           | Czas     | Uwagi |
| ------- | ------------------ | -------- | ----- |
| 1       | Hannes Kolehmainen | 33:49,0  | Q     |
| 2       | Joe Keeper         | 33:58,8  | Q     |
| 3       | Gaston Heuet       | 34:50,00 | Q     |
| 4       | John Eke           | 34:55,8  | Q     |
| 5       | Ernest Glover      | 35:12,2  | Q     |
| 6       | Albert Öberg       | 35:45,0  |       |
| -       | George Lee         | DNF      |       |
| -       | Charles Ruffell    | DNF      |       |
| -       | Vladimír Penc      | DNF      |       |
| -       | Michaił Nikolski   | DNF      |       |
| -       | William Kramer     | DNF      |       |
| -       | Harry Hellawell    | DNF      |       |

Bieg 2
| Miejsce | Zawodnik           | Czas    | Uwagi |
| ------- | ------------------ | ------- | ----- |
| 1       | Leonard Richardson | 32:30,3 | Q     |
| 2       | Lewis Tewanima     | 32:31,4 | Q     |
| 3       | Mauritz Carlsson   | 33:06,2 | Q     |
| 4       | Albin Stenroos     | 33:28,4 | Q     |
| 5       | Alfonso Orlando    | 33:44,6 | Q     |
| 6       | Alfonso Sánchez    | nn      |       |
| 7       | Brynolf Larsson    | nn      |       |
| -       | Bror Fock          | DNF     |       |
| -       | Thomas Humphreys   | DNF     |       |
| -       | Frederick Hibbins  | DNF     |       |
| -       | Gregor Vietz       | DNF     |       |

Bieg 3
| Miejsce | Zawodnik         | Czas    | Uwagi |
| ------- | ---------------- | ------- | ----- |
| 1       | Tatu Kolehmainen | 32:47,8 | Q     |
| 2       | William Scott    | 32:55,2 | Q     |
| 3       | Louis Scott      | 34:14,2 | Q     |
| 4       | Martin Persson   | 34:18,6 | Q     |
| 5       | Hugh Maguire     | 34:32,0 | Q     |
| -       | George Wallach   | DNF     |       |
| -       | George Hill      | DNF     |       |

### Finał
| Miejsce | Zawodnik           | Czas    |
| ------- | ------------------ | ------- |
| 1       | Hannes Kolehmainen | 30:21,8 |
| 2       | Lewis Tewanima     | 32:06,6 |
| 3       | Albin Stenroos     | 32:21,8 |
| 4       | Joe Keeper         | 32:36,2 |
| 5       | Alfonso Orlando    | 33:31,2 |
| —       | Mauritz Carlsson   | DNF     |
| —       | Tatu Kolehmainen   | DNF     |
| —       | Louis Scott        | DNF     |
| —       | William Scott      | DNF     |
| —       | Hugh Maguire       | DNF     |
| —       | Leonard Richardson | DNF     |
| —       | John Eke           | DNS     |
| —       | Ernest Glover      | DNS     |
| —       | Gaston Heuet       | DNS     |
| —       | Martin Persson     | DNS     |